# Verbandsgemeinde Loreley (1972–2012)
Die Verbandsgemeinde Loreley war eine Gebietskörperschaft im Rhein-Lahn-Kreis in Rheinland-Pfalz. Der Verbandsgemeinde gehörten die Städte Sankt Goarshausen und Kaub sowie 15 weitere Ortsgemeinden an, der Verwaltungssitz war in der Stadt Sankt Goarshausen. Das Verwaltungsgebiet war benannt nach dem sagenumwobenen Felsen der Loreley am Rhein.
Im Rahmen der im Jahr 2010 begonnen rheinland-pfälzischen Kommunal- und Verwaltungsreform wurden zum 1. Juli 2012 die Verbandsgemeinden Loreley und Braubach aufgelöst und die „Verbandsgemeinde Braubach-Loreley“ neu gebildet, die zum 1. Dezember 2012 den Namen Verbandsgemeinde Loreley erhielt.

## Verbandsangehörige Gemeinden
| Ortsgemeinde, Stadt      | Fläche (km²) | Einwohner |
| ------------------------ | ------------ | --------- |
| Auel                     | 2,65         | 206       |
| Bornich                  | 12,00        | 1.044     |
| Dahlheim                 | 6,82         | 848       |
| Dörscheid                | 8,65         | 400       |
| Kaub, Stadt              | 12,98        | 840       |
| Kestert                  | 6,90         | 625       |
| Lierschied               | 5,95         | 462       |
| Lykershausen             | 3,35         | 213       |
| Nochern                  | 7,11         | 525       |
| Patersberg               | 2,65         | 391       |
| Prath                    | 4,33         | 325       |
| Reichenberg              | 3,23         | 178       |
| Reitzenhain              | 5,66         | 325       |
| St. Goarshausen, Stadt   | 7,00         | 1.306     |
| Sauerthal                | 3,57         | 193       |
| Weisel                   | 13,06        | 1.069     |
| Weyer                    | 6,00         | 481       |
| Verbandsgemeinde Loreley | 111,89       | 9.431     |

Einwohner: Stand 31. Dezember 2011

## Geschichte
Die Verbandsgemeinde Sankt Goarshausen entstand im Jahr 1972 im Zuge einer Funktional- und Gebietsreform im Land Rheinland-Pfalz.
Zum 1. Februar 1974 erfolgte die Umbenennung zur Verbandsgemeinde Loreley.
Im Zuge der zweiten, im Jahr 2010 begonnenen, rheinland-pfälzischen Kommunal- und Verwaltungsreform wurden die Verbandsgemeinden Loreley und Braubach auf der Basis der bis zum 30. Juni 2012 laufenden und sogenannten „Freiwilligkeitsphase“ zusammengelegt. In übereinstimmenden Beschlüssen hatten die Verbandsgemeinderäte Loreley und Braubach ihren Willen zur freiwilligen Bildung einer neuen Verbandsgemeinde erklärt. Nach dem am 20. Dezember 2011 erlassenen „Landesgesetz über die freiwillige Bildung der neuen Verbandsgemeinde Braubach-Loreley“ wurden zum 1. Juli 2012 die Verbandsgemeinden Loreley und Braubach aufgelöst und eine neue Verbandsgemeinde unter dem vorläufigen Namen „Verbandsgemeinde Braubach-Loreley“ neu gebildet. Verwaltungssitz wurde St. Goarshausen.
Gemäß Beschluss des Verbandsgemeinderates Braubach-Loreley vom 25. Oktober 2012 und nach Zustimmung der Landesregierung erhielt die neue Verbandsgemeinde zum 1. Dezember 2012 den Namen Verbandsgemeinde Loreley.

## Einwohnerentwicklung
Die Entwicklung der Einwohnerzahl der Verbandsgemeinde Loreley bezogen auf das Verwaltungsgebiet bei seiner Auflösung; die Werte von 1871 bis 1987 beruhen auf Volkszählungen:
| Jahr | Einwohner |
| ---- | --------- |
| 1815 | 7.244     |
| 1835 | 9.153     |
| 1871 | 10.750    |
| 1905 | 11.173    |
| 1939 | 11.828    |
| 1950 | 13.155    |

| Jahr | Einwohner |
| ---- | --------- |
| 1961 | 12.223    |
| 1970 | 11.903    |
| 1987 | 10.326    |
| 1997 | 10.676    |
| 2007 | 9.976     |
| 2010 | 9.585     |

## Verbandsgemeinderat
Der letzte Verbandsgemeinderat Loreley bestand aus 28 ehrenamtlichen Ratsmitgliedern, die bei der Kommunalwahl am 7. Juni 2009 in einer personalisierten Verhältniswahl gewählt wurden, und dem hauptamtlichen Bürgermeister als Vorsitzendem.
Die Sitzverteilung im Verbandsgemeinderat:
| Wahl | SPD | CDU | Grüne | FWG | Gesamt   |
| ---- | --- | --- | ----- | --- | -------- |
| 2009 | 11  | 10  | 2     | 5   | 28 Sitze |
| 2004 | 11  | 11  | 1     | 5   | 28 Sitze |